# Folkeafstemningen på Færøerne 1907
En folkeafstemning om alkohol med fire afstemningsspørgsmål blev afholdt på Færøerne 6 november 1907. Vælgerne blev spurgt om, hvorvidt de gik ind for handel med og servering af øl, vin og spiritus. Alle fire forslag blev afvist af vælgerne. Som følge af afstemningen blev alkoholforbud indført i 1908 for alle drikkevarer med en alkoholprocent over 2%. Et forsøg på at afskaffe forbuddet i 1973 blev afvist i Færøernes anden alkoholafstemning, men forbuddet mod fri handel med og servering af alkohol blev ophævet i 1992.

## Baggrund
I 1907 vedtog Lagtinget at afholde en rådgivende folkeafstemning om alkoholforbud. Alle mænd og kvinder over 25 år var valgberettigede, hvilket var første gang de færøske kvinder kunne stemme.

## Resultater
| Spørgsmål                                                                 | For     | For  | Imod    | Imod  | Samlet | Registrerede vælgere |
| Spørgsmål                                                                 | Stemmer | %    | Stemmer | %     | Samlet | Registrerede vælgere |
| ------------------------------------------------------------------------- | ------- | ---- | ------- | ----- | ------ | -------------------- |
| Handel med spiritus                                                       | 130     | 3.62 | 3,458   | 96.38 | 3,588  | 7,374                |
| Servering af spiritus                                                     | 104     | 2.93 | 3,443   | 97.07 | 3,547  | 7,374                |
| Handel med øl og vin                                                      | 108     | 3.04 | 3,447   | 96.96 | 3,555  | 7,374                |
| Servering af øl og vin                                                    | 110     | 3.11 | 3,431   | 96.89 | 3,541  | 7,374                |
| Source: Direct Democracy Arkiveret 24. september 2015 hos Wayback Machine |         |      |         |       |        |                      |